# Stemma di Brema
Lo stemma della Libera Città Anseatica di Brema mostra una chiave d'argento su uno scudo rosso. La chiave è l'attributo di Simon Pietro, santo patrono della Cattedrale di Brema, e fu rappresentata per la prima volta nel sigillo della Città di Brema nel 1366, dopo la sua liberazione dall'occupazione da parte del Principe-Arcivescovo Alberto II, e in seguito divenne l'elemento principale dello stemma della città.

Stemma di Brema versione piccola

La chiave di Brema

## Storia
I colori rosso e bianco di Brema derivano dai colori della Lega Anseatica. A partire dal XVI secolo, lo scudo fu sorretto da angeli, ma dal 1568, tuttavia, furono sostituiti da leoni. Nel 1617 fu aggiunto un elmo, ma non fece mai parte ufficialmente dello stemma. La corona sullo stemma risale alla fine del XVI secolo.
Nel 1811, Napoleone Bonaparte aggiunse tre api allo stemma. Le api vennero usate per affermare che l'Impero napoleonico aveva un'eredità franca. Rappresentazioni di api furono trovate nel 1653 sulla tomba di Childerico I. Sono pensate per fungere da simbolo degli ideali francesi di immortalità e rinascita. Napoleone cambiò anche i colori dello stemma in rosso e oro della sua famiglia, questa fu l'unica volta in cui Brema usò uno stemma che non presentasse i colori storici di Brema, rosso e bianco.

Stemma di Brema durante l'occupazione francese

Dopo l'era napoleonica, il precedente stemma di Brema, una chiave d'argento su rosso, fu ripristinato.ù